# أنتي توري
أنتي توري (Antti Tuuri؛ كاوهافا ببوهيانما الجنوبية، 1 أكتوبر 1944) كاتب فنلندي ، عـُرف بأعماله التي تناولت بوهيانما الجنوبية.
تحكي سلسلة (Äitini suku) قصص الفنلنديين المهاجرين إلى الولايات المتحدة. نال جائزة المجلس الشمالي للأدب في عام 1985 عن «بوهيانما» وجائزة فنلنديا في عام 1997 عن روايته (Lakeuden kutsu) . كما ترجم توري بعض ملاحم الساغات الآيسلندية .
تحولت العديد من رواياته إلى أفلام بما في ذلك الطريق إلى روكايارفي وهو عن حرب الاستمرار 1941-1944 في كاريليا ، وفيلم تالفيسوتا وهو عن حرب الشتاء 1939-1940.

## روابط خارجية
- أنتي توري على موقع IMDb (الإنجليزية)
- أنتي توري على موقع قاعدة بيانات الأفلام السويدية (السويدية)
- أنتي توري على موقع قاعدة بيانات الفيلم (الإنجليزية)